# Timiš
Timiš ili Tamiš (rum.: Timiș) rijeka je koja izvire u Rumunjskoj u sjevernim dijelovima rumunjskih Karpata, protječe kroz Srbiju gdje se nakon 359 km ulijeva u rijeku Dunav. Površina porječja rijeke Tamiš iznosi 13.085 km2, 241 km rijeke protječe kroz Rumunjsku, a 118 km kroz Srbiju. U antičko vrijeme rijeka je bila poznata pod imenima Tibiscus i Tibisis. 

## Pritoci
Timiš ima puno malih pritoka. Većina je u Rumunjskoj: 
Lijevi: Brebu, Slatina, Goleț, Bucoșnița, Cerneț, Petroșnița, Valea Mare, Vălișoara, Măcicaș, Vâna Secănească, Vâna Mare, Spaia, Știuca, Cernabora, Timișana, Timișina, Șurgani, Sariș, Pogăniș, Timișul Mort, Lanca Birda, Bârzava/Brzava
Desni: Semenic, Teregova, Criva, Pârâul Rece, Feneș, Armeniș, Sadovița, Ilova, Groapa Copaciului, Bolvașnița, Zlagna, Sebeș, Potoc, Bistra, Pleșa, Calova, Maciovița, Vălișor, Tincova, Nădrag, Slatina, Măguri, Tapia, Iarcoș, Timișaț
Na svom putu kroz Vojvodinu rijeka Timiš ima samo jedan pritok, Brzavu.

## Vanjske poveznice
|  | Zajednički poslužitelj ima još gradiva o temi Timiš |